# E85
E85はエチルアルコールを85%含むアルコール燃料。

## 概要
エチルアルコールを85%、ガソリンを15%含む。従来のガソリン車には使用できないが、フォード、ゼネラルモーターズ、ダイムラー、マツダ等、各社から販売されるフレックス燃料車に利用されている。
1リットルのガソリンのエネルギーは1.4リットルのE85のエネルギーに相当する。
またバイオマスエタノールはE85のような代替燃料としてだけではなく、ガソリンに10%プラスすることで燃焼剤としても利用されている。特にメチルtert-ブチルエーテル(MTBE)が水質汚染の元凶となるため、規制され、バイオマスエタノールが原料のエチルtert-ブチルエーテルがガソリン添加剤としても使用される例がある。
トウモロコシ等の穀物由来のバイオマスエタノールはカーボンニュートラルであるとされるものの、栽培、収穫などの行程で農業用の機械を使用したり醗酵の過程でもエネルギーを消費する事も考慮する必要がある。近年は非可食の原料から製造されるセルロシック・エタノールも開発が進められ、エネルギー省が公式スポンサーとなってフレックス燃料車の普及も進められる。
また、開発途上国では地産地消により、産油国から石油の輸入を減らす事が期待される。
2012年以降はインディカー・シリーズでも使用される。
寒冷地ではエンジンの始動が困難になるので、ガソリンを供給するタンクを備える場合が多い。
日本国内では2003年（平成15年）に施行された揮発油等の品質の確保等に関する法律の改正により、国内での販売が禁止されているが、競技用燃料として輸入品が流通している。2018年には日本サン石油からSUNOCO E85-Rというドリフト・タイムアタック競技用燃料が発売された。
また、2024年以降のD1グランプリに指定燃料として採用されることとなり、2023年より供給が開始される見込みである。